# 10-es villamos (Prága)
A prágai 10-es jelzésű villamos a Sídliště Řepy és a Sídliště Ďáblice között közlekedik.

## Útvonala
| Sídliště Ďáblice felé | Sídliště Řepy felé |
| --- | --- |
| Sídliště Řepy – Makovského – Plzeňská – Lidická – Palackého most – Palackého náměstí – Na Moráni – Kárlovo náměstí – Ječná – Jugoslávská – Náměstí Míru – Blanická – Korunní – Jičínská – Vinohradská – Jana Želivského – Pod Krejcárkem – felüljáró – Zenklova – Klapkova – Střelničná – Ďáblická – Sídliště Ďáblice | Sídliště Ďáblice – Ďáblická – Střelničná – Klapkova – Zenklova – felüljáró – Pod Krejcárkem – Jana Želivského – Vinohradská – Jičínská – Korunní – Blanická – Náměstí Míru – Jugoslávská – Ječná – Kárlovo náměstí – Na Moráni – Palackého náměstí – Palackého most – Lidická – Plzeňská – Makovského – Sídliště Řepy |

## Megállóhelyei
| 0  | Sídliště Řepy végállomás    | 73 | 9, 16 S5 S65                         |
| 1  | Blatiny                     | 71 | 9, 16                                |
| 2  | Slánská                     | 70 | 9, 16                                |
| 3  | Hlušičkova                  | 68 | 9, 16                                |
| 4  | Krematorium Motol           | 67 | 9, 16                                |
| 6  | Motol                       | 66 | 9, 16                                |
| 8  | Vozovna Motol               | 65 | 9, 16                                |
| 9  | Hotel Golf                  | 63 | 9, 16                                |
| 10 | Poštovka                    | 62 | 9, 16                                |
| 11 | Kotlářka                    | 61 | 9, 15, 16                            |
| 12 | Kavalírka                   | 60 | 9, 15, 16                            |
| 13 | Klamovka                    | 58 | 9, 15, 16                            |
| 15 | U Zvonu                     | 57 | 9, 15, 16                            |
| 16 | Bertramka                   | 56 | 9, 15, 16                            |
| 20 | Anděl                       | 54 | B 4, 5, 7, 9, 12, 15, 16, 20, 21     |
| 24 | Zborovská                   | 52 | 4, 5, 7, 16, 21                      |
| 24 | Palackého náměstí           | 50 | B 2, 3, 4, 7, 16, 17, 21             |
| ∫  | Moráň                       | 48 | B 2, 3, 4, 14, 16, 18, 24            |
| 26 | Karlovo náměstí             | 46 | B 2, 3, 4, 6, 14, 16, 18, 22, 23, 24 |
| 28 | Štěpánská                   | 45 | 4, 6, 16, 22, 23                     |
| 31 | I. P. Pavlova               | 42 | C 4, 6, 11, 13, 16, 22, 23           |
| 33 | Náměstí Míru                | 40 | A 4, 13, 16, 22                      |
| 36 | Šumavská                    | 37 | 16                                   |
| 37 | Vinohradská vodárna         | 35 | 16                                   |
| 38 | Perunova                    | 34 | 16                                   |
| 39 | Orionka                     | 33 | 16                                   |
| 41 | Flora                       | 31 | A 5, 11, 13, 15, 16                  |
| 42 | Olšanské hřbitovy           | 30 | 5, 11, 13, 15, 16                    |
| 43 | Želivského                  | 29 | 5, 11, 13, 16, 26                    |
| 45 | Mezi Hřbitovy               | 26 | 11, 16, 26                           |
| 47 | Nákladové nádraží Žižkov    | 24 | 9, 11, 16, 26                        |
| 48 | Biskupcova                  | 23 | 9, 11, 16                            |
| 51 | Krejcárek                   | 21 | 1, 16                                |
| 55 | Palmovka                    | 18 | B 1, 3, 6, 8, 14, 16, 24, 25         |
| ∫  | Divadlo pod Palmovkou       | 16 | 3, 24                                |
| 56 | Stejskalova                 | 15 | 3, 24                                |
| 57 | U Kříže                     | 14 | 3, 24                                |
| 58 | Vosmíkových                 | 13 | 3, 24                                |
| 59 | Bulovka                     | 12 | 3, 24                                |
| 61 | Vychovatelna                | 11 | 3, 24                                |
| 62 | Okrouhlická                 | 10 | 3, 24                                |
| 63 | Ke Stírce                   | 8  | 3, 17, 24                            |
| 64 | Kobylisy                    | 7  | C 3, 17, 24                          |
| 65 | Střelničná                  | 5  |                                      |
| 66 | Kyselova                    | 4  |                                      |
| 68 | Ládví                       | 3  | C                                    |
| 69 | Štěpničná                   | 2  |                                      |
| ∫  | Třebenická                  | 1  |                                      |
| 71 | Sídliště Ďáblice végállomás | 0  |                                      |